# تین چیاو
تین چیاو (برمه‌ای: ထင်ကျော်, pronounced:&nbsp;[tʰɪ̀ɴ tɕɔ̀] یا [tʰɪ̀ɴ dʑɔ̀]; ۲۰ ژوئیهٔ ۱۹۴۶) سیاستمدار و دانشور برمه‌ای است که از سال ۲۰۱۶ رئیس‌جمهور میانمار بوده است. او اولین رئیس‌جمهور منتخبی است که از زمان کودتای ۱۹۶۲ هیچ پیوندی با ارتش نداشته است.
او که از قوم مون-بامار است از متحدین مهم آنگ سان سو چی، رهبر اتحادیه ملی برای دموکراسی و مشاور دولتی میانمار که بنا بر قانون اساسی از ریاست جمهوری منع شده است، محسوب می‌شود.
چیاو که از سوی حزب اتحاد ملی برای دموکراسی به رهبری سوچی حمایت می‌شد، در رای‌گیری پارلمان ۳۶۰ رای از ۶۵۲ رای مجلس را به دست آورد.
وی پس از مشخص شدن نتیجه انتخابات تأکید کرد که انتخابش به این سمت در واقع پیروزی خواهر سو چی محسوب می‌شود.
انتخاب تین چیاو چهار ماه پس از پیروزی حزب اتحاد ملی برای دمکراسی در انتخابات پارلمانی صورت می‌گیرد.
او از ۳۰ مارس ۲۰۱۶ (۱۱ فروردین ۱۳۹۵) در سمت رئیس‌جمهوری برمه آغاز به کار کرد.